# Osiedle Jazdów w Warszawie

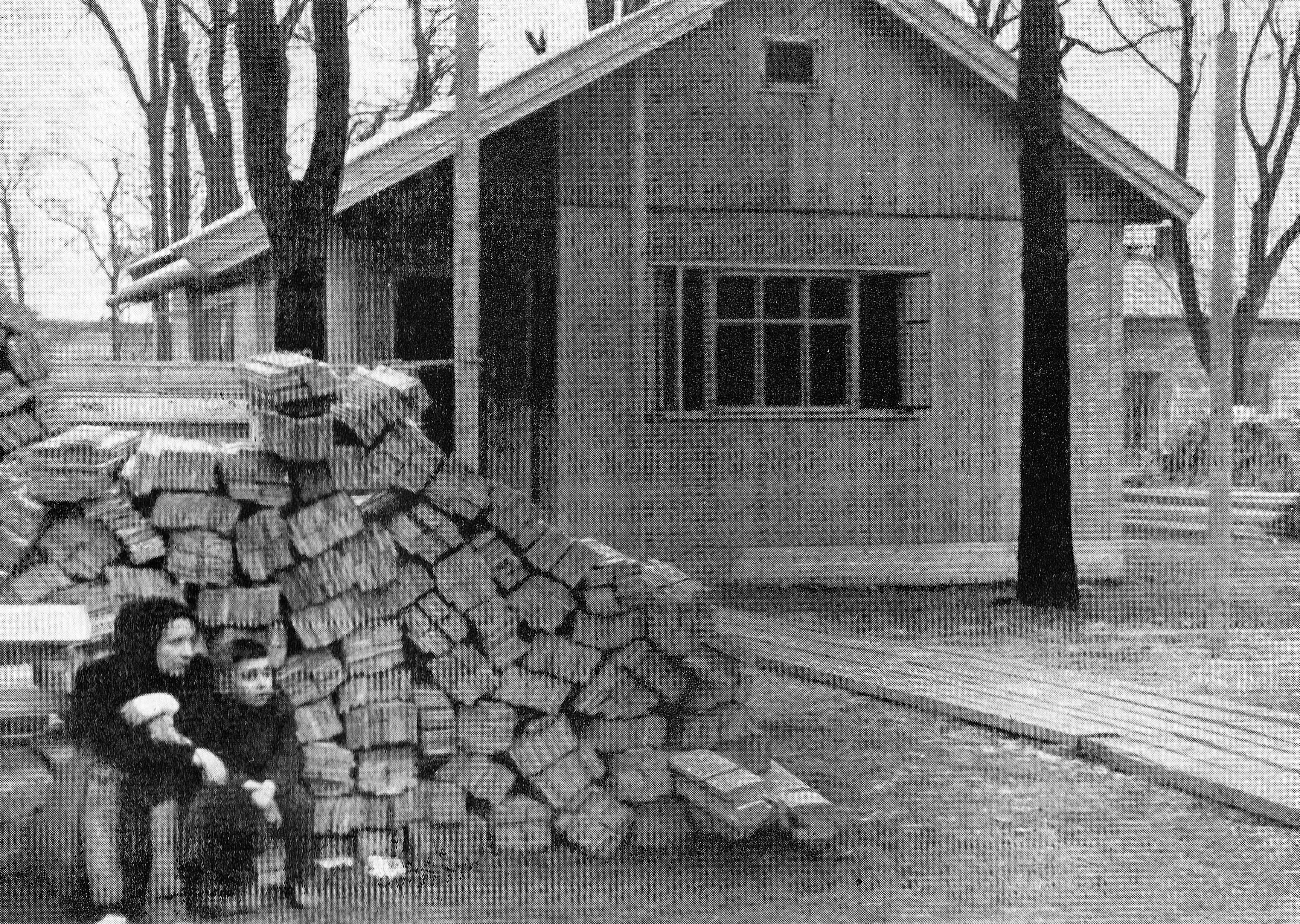
Budowa domków w marcu 1945

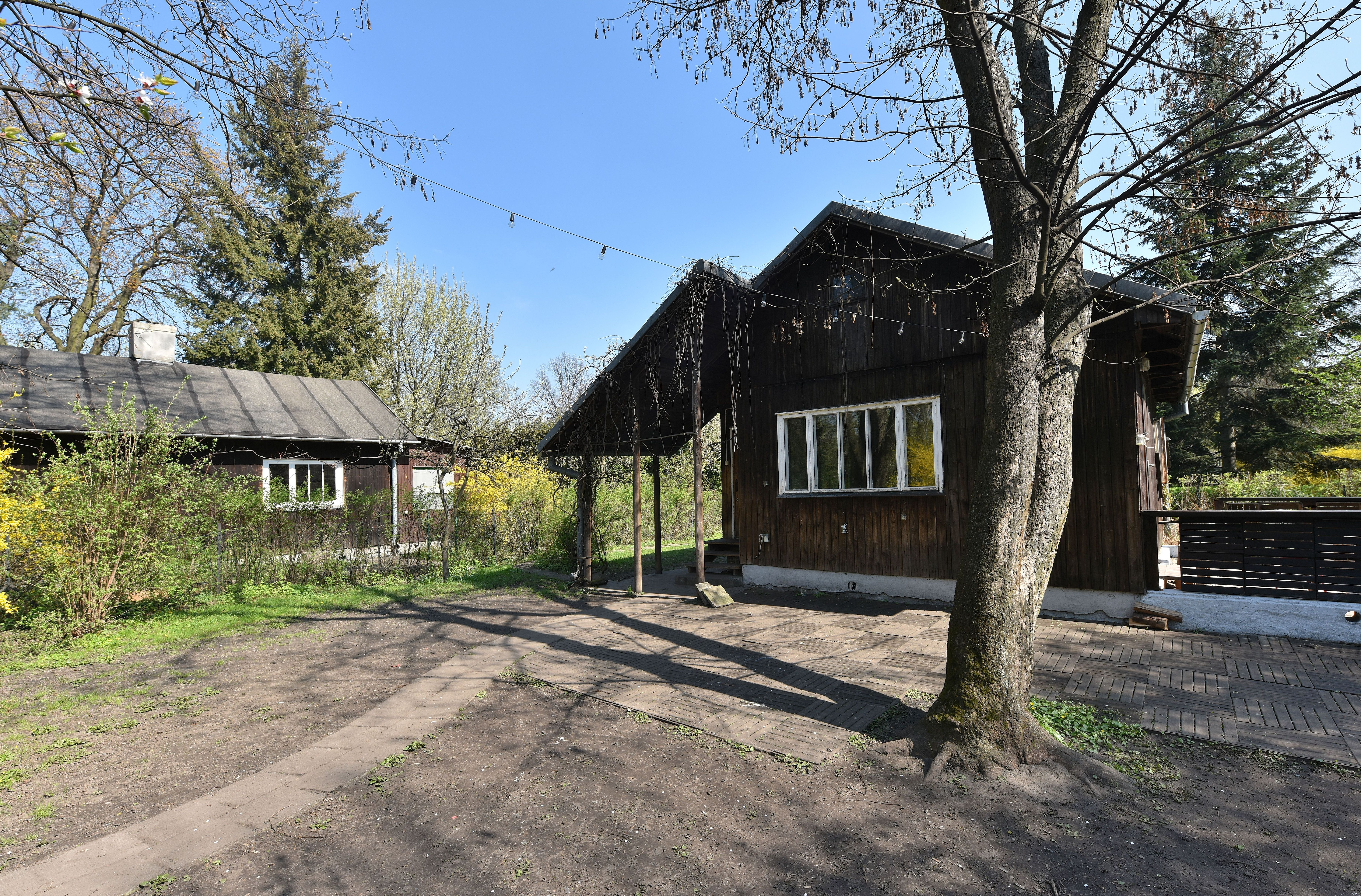
Domki w rejonie ul. Johna Lennona

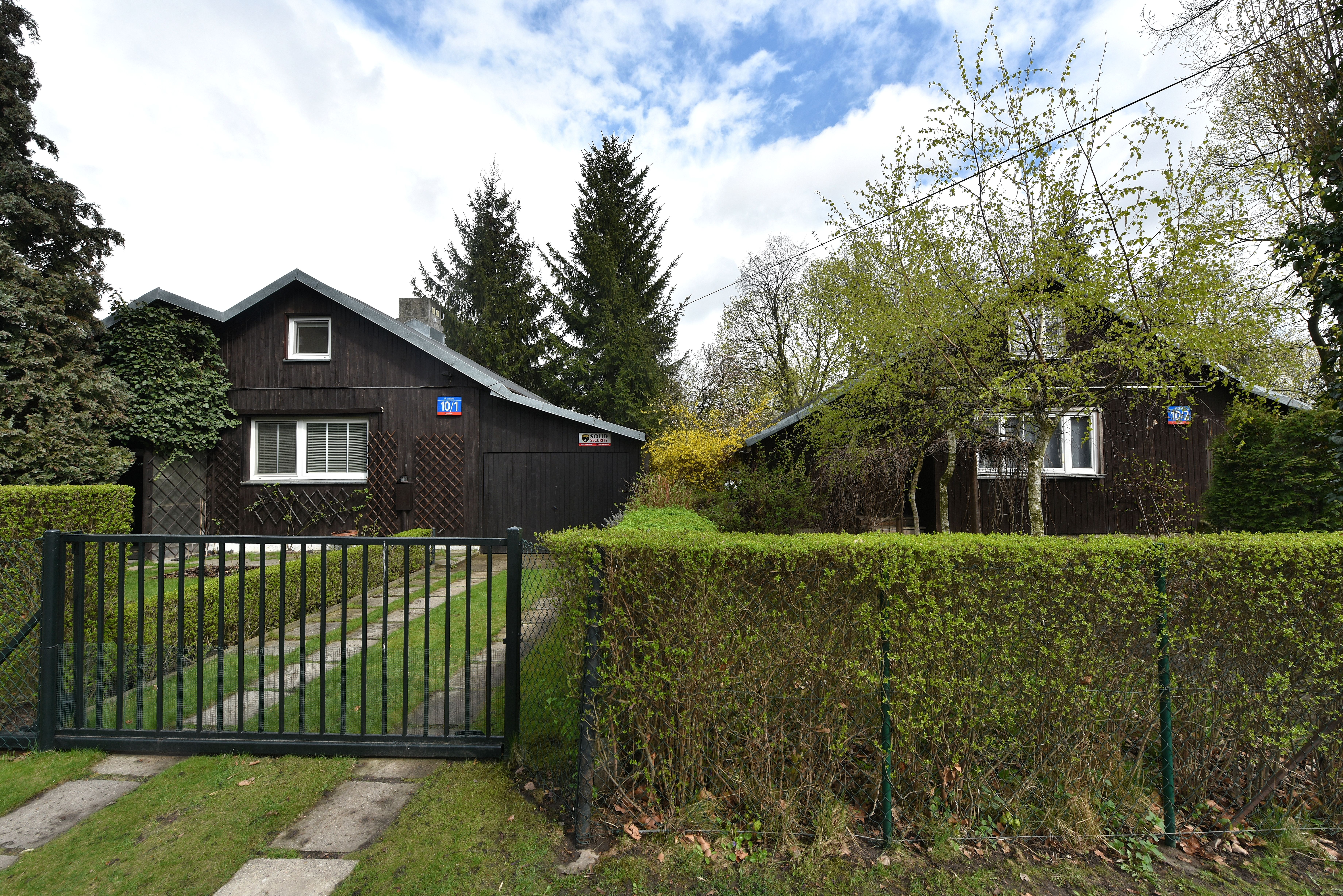
Domki przy ul. Jazdów

Osiedle Jazdów – kolonia parterowych drewnianych domków fińskich znajdująca się na tyłach parku Ujazdowskiego w Warszawie.
Zespół 90 domków powstał w 1945 roku jako pierwsze osiedle mieszkaniowe w powojennej Warszawie.

## Historia
Lekkie, składane drewniane domki wchodzące w skład kolonii pochodziły z reparacji wojennych, jakie Finlandia była zmuszona zapłacić po II wojnie światowej na rzecz Związku Radzieckiego. Były częścią pierwszego pakietu pomocowego Związku Radzieckiego dla zniszczonego miasta. W marcu 1945 Warszawa otrzymała w darze 407 domków z 503 mieszkaniami i 1280 izbami. Montaż domków rozpoczął się 24 marca 1945.
Liczące 90 domków fińskich osiedle zostało zbudowane z przeznaczeniem na mieszkania dla pracowników Biura Odbudowy Stolicy (BOS). Powstało na skarpie wiślanej na terenie zniszczonego w 1944 roku Szpitala Ujazdowskiego, między kompleksem Sejmu, parkiem i Zamkiem Ujazdowskim. Ostatecznie BOS przyznano 40 z 90 domków, a pozostałe przydzielono pracownikom Społecznego Przedsiębiorstwa Budowlanego. Domki przekazano lokatorom na początku sierpnia 1945 roku. Na osiedlu zamieszkali m.in. Adolf Ciborowski, Alfred Funkiewicz, Maciej Nowicki i Zygmunt Skibniewski.
Na osiedlu ustawiono dwa typy domków. Mniejsze miały 72 m² i trzy izby, a większe − 80 m² powierzchni i cztery izby. W każdym domu pod podłogą znajdowała się mała piwnica oraz niewielki strych. Doprowadzono do nich elektryczność, a wodę mieszkańcy czerpali z osiedlowej studni. Później w dawnej kostnicy Szpitala Ujazdowskiego uruchomiono łaźnię z prysznicami i wannami.
W 2011 roku burmistrz dzielnicy Śródmieście Wojciech Bartelski podjął działania mające doprowadzić do likwidacji domków jako niepasujących do tak prestiżowej lokalizacji. W 2015 roku dzielnica wycofała się z tych planów. 
W kwietniu 2017 układ urbanistyczny Osiedla Jazdów ujęto w gminnej ewidencji zabytków (ID: SRO34340). Indywidualnie chronione są trzy budynki: przy ul. Jazdów 5A (model Metsäkoto, od kwietnia 2018, ID: SRO34715), Jazdów 8 (model Metsäkoto, od maja 2019, ID: SRO34723) i Jazdów 10 (model Päiväkoto, od kwietnia 2018, ID: SRO34731).
W 2024 roku zamieszkałych było kilka z ok. 20 domków. Pozostałe były udostępniane przez Urząd Dzielnicy Śródmieście różnym organizacjom.